# فائق النحلاوي
فائق النحلاوي (1914-1976)، أمين عام البرلمان السوري من 17 آب 1943 وحتى 8 اذار 1963.
ولد فائق النحلاوي في دمشق ودرس في الجامعة السورية، حيث نال شهادة في الحقوق. بدأ حياته المهنية بممارسة المحاماة ومراسلة عدد من الصحف السورية واللبنانية، كما شارك بتحرير جريدة القبس اليومية.
انتُدب إلى مجلس النواب سنة 1943، بعد فوز الكتلة الوطنية بالحكم وعُيّن رئيساً لديوان المجلس ثم أميناً للسر في عهد الرئيس فارس الخوري. وعند وقوع الانقلاب الأول سنة 1949، تم حلّ المجلس بأمر من حسني الزعيم الذي قام باعتقال رئيس الجمهورية شكري القوتلي. وبعد استقالة الأخير من منصبه، نُفي خارج البلاد إلى مصر وقام النحلاوي بمرافقته حتى مطار دمشق، متحدياً مهندس الانقلاب الذي أمر باعتقاله فود عودته إلى المنزل. هرب النحلاوي إلى لبنان وعاش في بيروت حتى سقوط حسني الزعيم ومقتله في 14 آب 1949.
عاد بعدها فائق النحلاوي إلى دمشق عند عودة الحياة النيابية وأصبح أميناً لسر المؤتمر الذي وضع دستور سوريا الجديد وتحول لاحقاً إلى مجلس نواب مُنتخب، برئاسة رشدي الكيخيا، زعيم حزب الشعب. حافظ النحلاوي على منصبه خلال مرحلة الانقلابات العسكرية حتى عودة الحياة النيابية مجدداً سنة 1954 ثم قيام جمهورية الوحدة مع مصر سنة 1958. وعاد إلى منصبة للمرة الثالثة والأخيرة بعد انهيار جمهورية الوحدة في أيلول 1961 حتى انقلاب 8 آذار 1963. يومها تم حلّ المجلس النيابي واستبداله بمجلس قيادة الثورة على غرار التجربة المصرية، ولكن النحلاوي لم يشارك به وسافر إلى لبنان سنة 1969 ليعمل في إدارة فندق عائلي حتى وفاته في بيروت في أيار 1976.